# Maria Angelina Dique Enoque
Maria Angelina Dique Enoque là một chính trị gia Mozambique. Năm 2004, bà là thành viên của Nghị viện Pan-Phi  và trong ủy ban Nông nghiệp. Bà được bầu vào Hội đồng Cộng hòa Mozambique với RENAMO từ tỉnh Manica trong cuộc bầu cử năm 1999.